# Lévignac-de-Guyenne
Lévignac-de-Guyenne is een gemeente in het Franse departement Lot-et-Garonne (regio Nouvelle-Aquitaine) en telt 607 inwoners (2005). De plaats maakt deel uit van het arrondissement Marmande.

## Geografie
De oppervlakte van Lévignac-de-Guyenne bedraagt 25,1 km², de bevolkingsdichtheid is 24,2 inwoners per km².
De onderstaande kaart toont de ligging van Lévignac-de-Guyenne met de belangrijkste infrastructuur en aangrenzende gemeenten.

## Demografie
Onderstaande figuur toont het verloop van het inwonertal (bron: INSEE-tellingen).